# Olivier Besancenot

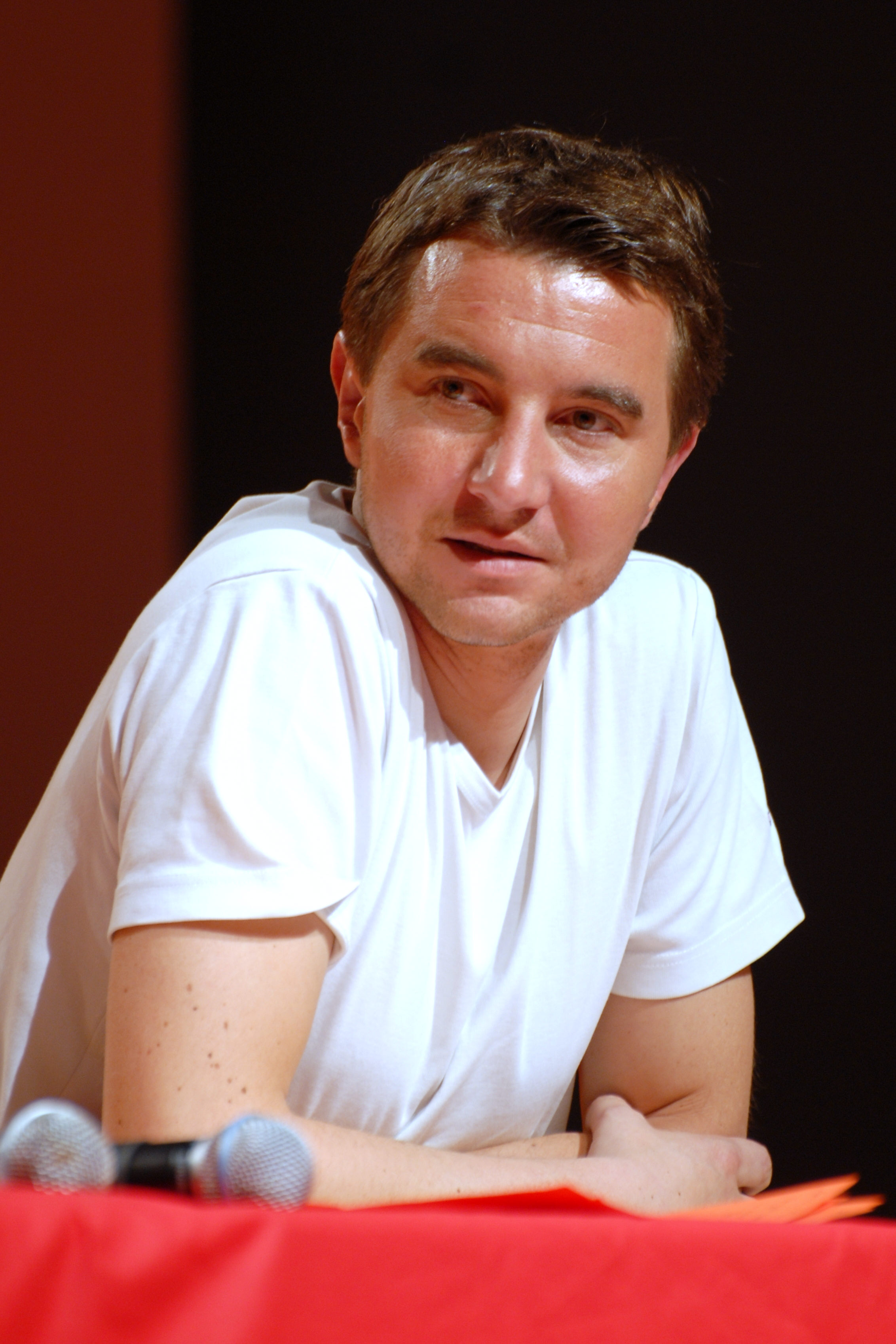
Olivier Besancenot a un míting a Tolosa l'abril de 2007

Olivier Besancenot, nascut el 18 d'abril de 1974 a Levallois-Perret, és un carter i un polític francès d'esquerra i candidat a les eleccions presidencials franceses de 2007 per la Lliga Comunista Revolucionària (LCR), la secció gal·la de la Quarta Internacional Reunificada. En les eleccions presidencials de 2002 va obtenir 1.200.000 vots i en les de 2007, 1.500.000.

## Biografia
Olivier Besancenot va néixer en la localitat de Levallois-Perret, prop de París. El seu pare, Michel Besancenot, va anar professor, i la seva mare psicòloga en una escola.
Va estudiar Història en la Universitat de Paris X: Nanterre i va continuar els seus estudis en la Universitat de Paris VI: Pierre et Marie Curie, especialitzant-se en la branca d'Història Contemporània. Des de 1997 treballa com carter en la localitat de Neuilly-sur-Seine, la mateixa ciutat de la qual Nicolas Sarkozy va ser alcalde durant diversos anys.

## Retrat
Al costat d'Alain Krivine i Roseline Vachetta, Besancenot és un dels tres portaveus de la Lliga Comunista Revolucionària, un partit d'extrema esquerra que pertany a la Quarta Internacional Reunificada, una organització internacional del tendència trotskista.
Besancenot, no obstant això, evita l'etiqueta trotskista:
| «                     | No sóc ni trotskista, ni guevarista ni luxembuguista, sóc un revolucionari. I la revolució precisa de ser reinventada, perquè cap experiment revolucionari ha tingut èxit. Molts d'ells van acabar com caricatures sagnants. | » |
| — Olivier Besancenot, | |   |

## Carrera política
La carrera política d'Olivier Besancenot dintre de l'esquerra va començar quan era molt jove. Es va afiliar a la Joventut Comunista Revolucionària (JCR) (Jeunesses communistes révolutionnaires) en 1988, quan només tenia 14 anys. Quan es trobava estudiant Història va fundar una delegació local del sindicat Confederació General del Treball (Confédération générale du travail) en el supermercat on estava treballant. En 1991 es va afiliar a la LCR. Des de 1997 és membre del sindicat Sud-PTT. Va deixar el seu treball com carter entre 1999 i 2000 per a servir com adjunt parlamentari d'Alain Krivine en el Parlament Europeu a Estrasburg.
En 2001 i 2002 va participar en el Fòrum Social Mundial de Porto Alegre (Brasil).
La seva figura va adquirir relleu nacional al presentar-se a les eleccions presidencials de 2002. Amb 28 anys va ser el candidat més jove en la història de la República. Va obtenir més d'un milió de vots que totalitzaren el 4,25% del total Estatal. Entre els menors de 25 anys va obtenir el 13,9% dels vots superant en aquesta franja d'edat al candidat socialista Lionel Jospin i al del Front Nacional Jean-Marie Le Pen.
Per a les eleccions presidencials de 2007 va tornar a presentar-se sota l'eslògan ''Nos vies valent plus que leurs profit ("Les nostres vides valen més que els seus beneficis") Durant la campanya va defensar la redistribució de la riquesa, l'increment del salari mínim i nous impostos sobre el capital especulatiu. Va obtenir el 4,08% de la votació -gairebé milió i mig de vots- convertint-se en el candidat més votat de l'esquerra antineoliberal.
De 2009 a 2011 va ser portaveu i un dels dirigents del Nou Partit Anticapitalista (Nouveau parti anticapitaliste o NPA).

## Obres publicades
- Tout est à nous (2002), ISBN 2-207-25309-0, Denoël
- Révolution (100 mots pour changer le monde, 2003), ISBN 2-290-33828-1, Flammarion
- Che Guevara: His Revolutionary Legacy (2009), ISBN 978-1-58367-177-1, Monthly Review Press, amb Michael Löwy.